# まふまふ
まふまふ（1991年10月18日 - ）は、日本の男性シンガーソングライター。身長178 cm。イメージカラーは白。高低差のある歌声が特徴で、歌唱・作詞・作曲・編曲・演奏・エンジニアリングまで全て一人で行い、自称「何でも屋」という肩書きを使うことがある。ゲーム、アニメ作品やアーティストへの楽曲提供も行う。

## 経歴

### 生い立ち
幼少期からピアノ、習字、護身術、天文、英会話、塾、陶芸、茶道、テニスと多くの習い事をする厳格な家庭で育った。幼い頃は科学者や天文学者を夢見ていた。
小学校低学年の頃に父親から貰ったガラケーで着信メロディを作ったのが作曲の原体験となる。
学生時代にいじめを受け、世間で流れている明るい曲と自身の状況との乖離を感じていた際にロックバンドや暗い曲を書くアーティストの曲を聴いて救われた気持ちとなり、人生を諦めようと思った原因や感じていた苦しさを音楽で表現することで話すよりもずっと気持ちが伝えやすいと感じたことがきっかけで15歳の頃からミュージシャンを志すようになる。
高校時代は軽音部に所属し、バンドでミュージシャンとなることを夢見ていた。
大学進学後は免除された学費でギターとCubaseを購入し、バンドとして活動。バンド時代にはギターボーカル、ボーカル、ギター、ドラム等を担当し、ヴィジュアル系を組んだこともあった。

### 歌い手・シンガーソングライター・「何でも屋」として

#### 2010年 - 2016年
大学在学中に友人の紹介でニコニコ動画とボカロ(音楽ジャンル)を知り、その勧めもあって2010年12月29日にニコニコ動画に「闇色アリス」の歌ってみた動画を投稿し、「まふまふ」として活動を開始。「まふまふ」はあだ名だった。
歌い手として歌ってみた動画の投稿、生放送、ライブといった活動を行う中、2012年5月2日に自身初となるオリジナル・ボカロ曲「DAYBREAK」を投稿し、以後「まふまふ」名義でオリジナル曲の製作・投稿も行うようになる。
2012年8月11日に初の同人アルバム「夢色シグナル」をリリース。その後も同人アルバムとして2013年12月31日に「刹那色シンドローム」、2015年4月25日に「闇色ナイトパレード」をそれぞれリリースし、いずれもコミックマーケットやTHE VOC@LOiD M@STER等を通して頒布を行なった。
2015年12月20日から31日にかけて、以前から頻繁にコラボしていたそらると初の全国ツアー「After the Rain-WINTER TOUR 2015-」を開催し、2016年1月8日にそらると正式にユニットAfter the Rainを結成した。

#### 2017年 - 2019年
2017年1月15日から2月5日にかけて、自身初となるワンマンライブツアー『ひきこもりでもLIVEがしたい!』を開催。
5月7日には、さいたまスーパーアリーナで音楽フェス『ひきこもりたちでもフェスがしたい！』を初主催し、歌い手仲間であるそらる、天月-あまつき-、浦島坂田船(うらたぬき、志麻、あほの坂田。、センラ)、XYZ（luz、un:c、あらき、nqrse、kradness）らと共演した。

10月18日、 NBCユニバーサル・エンターテイメントジャパンより終着点に想いを馳せたソロアルバム『明日色ワールドエンド』をリリースして全国流通デビューを果たした。同アルバムは12月8日にゴールドディスクに認定された。
2018年12月19日より、Yahoo!とのコラボ配信番組『ひきこもりでも○○したい!』がスタートし、2019年9月26日より2ndシーズンが配信された。
2019年3月13日、ディズニー公式カバーアルバム『Connected to Disney』に参加し、6名の歌い手とともにプロデュースも兼任した。
6月22日にはメットライフドームにて初のドーム公演『ひきこもりでもLIVEがしたい!～すーぱーまふまふわーるど2019＠メットライフドーム～』を開催し、翌6月23日には同所で音楽フェス『ひきこもりたちでもフェスがしたい!～世界征服Ⅰ＠メットライフドーム～』を開催した。

7月には、テレビアニメ『かつて神だった獣たちへ』のオープニングテーマ「サクリファイス」を制作し、初のアニメタイアップを果たした）。10月16日、A-Sketchよりソロアルバム『神楽色アーティファクト』をリリースし、11月8日にゴールドディスクに認定された。
また、同年11月に開始したテレビ東京系アニメ『ポケットモンスター』のオープニングテーマ「1・2・3」の作詞・作曲・編曲を担当。そらるとのユニットAfter the Rainが第31話まで歌唱を務めた。

#### 2020年 - 2022年
2020年2月16日、自宅で意識を失っているところを発見され、「心原性による失神」と診断を受けた。

同年3月25日に東京ドームでワンマンライブを、翌26日に「ひきこもりたちでもフェスがしたい！」を開催予定であったが、新型コロナウイルスの影響で3月12日に開催自粛を発表し、同月末に中止が決定した 。

10月14日、2019年のメットライフドーム公演映像を収録した初のライブ映像作品が発売された。
2021年5月5日、『ひきこもりでもLIVEがしたい！～すーぱーまふまふわーるど2021＠東京ドーム～ONLINE』を開催し、東京ドームから全世界に向けた無料配信を行い、YouTubeとbilibiliの公式チャンネルで同時視聴者数約40万人を記録した。8月1日、『ひきこもりたちでもフェスがしたい！〜世界征服II@東京ドーム〜ONLINE』が全国の映画館で放映され、全世界に配信された。

10月23日、歌い手のそらる、バーチャルYouTuberの渋谷ハル、プロゲーミングチーム・Crazy Raccoonと共にバーチャルYouTuber事務所Neo-Porteを設立した。
12月31日、第72回NHK紅白歌合戦にて自身初の1億再生の「歌ってみた」動画となったカンザキイオリの「命に嫌われている。」を歌唱し、NHKのYouTubeチャンネルに投稿された歌唱動画は数日で400万再生、高評価13万以上を達成し反響を呼んだ。
2022年6月5日、心身療養のために東京ドーム公演をもって無期限活動休止に入ることを発表。
6月11日と12日には、2年越しに東京ドームで有観客のワンマンライブ『ひきこもりでもLIVEがしたい！～すーぱーまふまふわーるど＠2022～『表/裏』』を開催し、ファンに再会を約束して公演を締めくくった。

#### 2023年 - 現在
2023年6月9日、配信にて活動再開を発表。
2024年1月26日、「女性セブン」の報道を受けて2021年12月に婚姻し、2022年7月に離婚していたことを公式ブログにて公表。元妻からモラハラや匿名掲示板において多数の誹謗中傷を受けていたこと等を告白し、誹謗中傷に関して元妻に民事訴訟並びに刑事告訴を行なっていることを明らかにしたが、10月8日に元妻側からの提案を受け入れ裁判上の和解が成立したことを発表した。

8月24日、オンラインフェス「YouTube Music Weekend supported by docomo」開催に伴い、撮り下ろしスタジオライブ「ひきこもりでもライブがしたい！～すーぱーまふまふわーるど2024@YouTube Music Weekend 8.0～」がYouTubeの自身のチャンネルにて配信された。12月25日、A-Sketchから自身最多曲数となる全30曲の楽曲を収録した5年ぶりのソロアルバムとなる『世会色ユニバース』を発売した。
2025年1月11日、12日に日本武道館で2年半ぶりのワンマンライブ「続・ひきこもりでもLIVEがしたい！～すーぱーまふまふわーるど2025@日本武道館～『輪廻』」を開催した。

## 人物
ギター、ベース、ピアノが演奏できる。
電子音を含めて多種多様な音楽を聴くことが好きであり、中でも自身の情態と重なる暗い曲やロックが好きであった。伝えづらかった自身の心情を音楽表現に乗せて伝える事ができる音楽作品に魅力を感じているとしている。
ニコニコ動画、ニコニコ生放送、YouTubeにおいて現在も活動を続けている。またライブや夏のコミックマーケット等のイベントにも参加している。現在では同じ歌い手のそらるや天月-あまつき-、うらたぬき、あほの坂田。、luz、nqrse、ゲーム実況者のキヨなどと親交があり、ともに動画を投稿することもある。
自身の守護神として「まふてる」というてるてる坊主のキャラクターが存在する。自身のオリジナル曲のPVのイラストや動画編集をまふてるが手がけることもある。
好きなアーティストはL'Arc-en-Ciel、ELLEGARDEN、ONE OK ROCK、スピッツ、ViViD、シド、DIR EN GREY、the GazettE、DaizyStripper、ヴィドール、西川貴教、トーマ、RADWIMPS、Neruなど。活動初期にはボーカルとしての影響を受けた存在としてViViDのSHINをあげている。

## ディスコグラフィ
順位について、配信作品はBillboard Japan Download Songs、CD作品はオリコン週間チャートに基づく。

### シングル

#### 配信限定シングル
| 配信日         | タイトル                             | 順位 | 収録アルバム           |
| -------------- | ------------------------------------ | ---- | ---------------------- |
| 2019年7月1日   | サクリファイス                       | 41位 | 神楽色アーティファクト |
| 2020年2月21日  | それを愛と呼ぶだけ                   | 36位 | 未収録                 |
| 2020年4月1日   | 最終宣告                             | 82位 | 世会色ユニバース       |
| 2021年1月10日  | ナイティナイト                       | -    | 未収録                 |
| 2021年1月10日  | デジャヴ                             | -    | 未収録                 |
| 2021年1月10日  | ノンタイトル                         | -    | 未収録                 |
| 2021年1月10日  | リア充になりたい                     | -    | 未収録                 |
| 2021年1月10日  | 悔やむと書いてミライ                 | -    | 世会色ユニバース       |
| 2021年1月10日  | 携帯恋話                             | -    | 世会色ユニバース       |
| 2021年1月10日  | アルターエゴ                         | -    | 未収録                 |
| 2021年1月10日  | 夜空のクレヨン                       | -    | 未収録                 |
| 2021年1月10日  | 赤い風船                             | -    | 未収録                 |
| 2021年1月10日  | 百鬼夜行                             | -    | 未収録                 |
| 2021年1月10日  | ひともどき                           | -    | 世会色ユニバース       |
| 2021年1月10日  | イカサマダンス                       | -    | 未収録                 |
| 2021年1月10日  | ユウレイ                             | 92位 | 未収録                 |
| 2021年1月10日  | 夜想と白昼夢(Short ver.)             | -    | 未収録                 |
| 2021年3月12日  | 片恋                                 | -    | 未収録                 |
| 2021年12月3日  | ブレス                               | -    | 未収録                 |
| 2022年2月4日   | 二千五百万分の一                     | -    | 世会色ユニバース       |
| 2022年2月18日  | 栞                                   | -    | 世会色ユニバース       |
| 2022年10月12日 | 失楽園                               | -    | 未収録                 |
| 2022年10月26日 | 青春切符                             | -    | 未収録                 |
| 2023年12月25日 | 君のオシゴト手伝います! feat. 不破湊 | -    | 未収録                 |
| 2024年10月4日  | オーダーメイド                       | -    | 世会色ユニバース       |

#### その他のシングル
| 配信日         | タイトル                                   | 備考                                                                                     |
| -------------- | ------------------------------------------ | ---------------------------------------------------------------------------------------- |
| 2013年6月12日  | 緑青色の憂鬱 (feat. GUMI)                  | アルバム「明鏡止水」収録曲                                                               |
| 2013年8月1日   | 夢花火 (feat. IA)                          | アルバム「明鏡止水」収録曲                                                               |
| 2013年12月20日 | すーぱーぬこわーるど (feat. IA & 鏡音リン) | After the Rainによるカバー版がアルバム「アフターレインクエスト」に収録。                 |
| 2014年8月13日  | レイワイテロリズム (ver.まふまふ)          | 原曲：じっぷす                                                                           |
| 2016年6月5日   | すーぱーぬこになりたい                     | アルバム「明日色ワールドエンド」収録曲                                                   |
| 2020年12月25日 | ゴーストルール                             | 原曲：DECO*27 アルバム「世会色ユニバース」歌ってみたアルバム(初回限定盤A)に収録。        |
| 2020年12月25日 | ECHO (feat. nqrse)                         | 原曲：Crusher-P                                                                          |
| 2020年12月25日 | 雨とペトラ                                 | 原曲：バルーン                                                                           |
| 2020年12月25日 | 拝啓ドッペルゲンガー                       | 原曲：kemu                                                                               |
| 2020年12月25日 | 猛独が襲う                                 | 原曲：一二三                                                                             |
| 2020年12月25日 | 病名は愛だった                             | 原曲：Neru                                                                               |
| 2020年12月25日 | 命に嫌われている。                         | 原曲：カンザキイオリ アルバム「世会色ユニバース」歌ってみたアルバム(初回限定盤A)に収録。 |
| 2020年12月25日 | SNOBBISM                                   | 原曲：Neru                                                                               |
| 2020年12月25日 | シャルル                                   | 原曲：バルーン                                                                           |
| 2020年12月25日 | だれかの心臓になれたなら                   | 原曲：ユリイ・カノン                                                                     |
| 2020年12月25日 | ボッカデラベリタ                           | 原曲：柊キライ                                                                           |
| 2020年12月25日 | KING (feat. nqrse)                         | 原曲：Kanaria                                                                            |

### アルバム

#### オリジナル・アルバム
最高位は、オリコンウィークリーチャートに基づく。

### 参加作品

#### シングル
| 発売日        | タイトル                                          | 規格                    | 規格品番              | 歌唱 | 備考                                                                                             |
| ------------- | ------------------------------------------------- | ----------------------- | --------------------- | --- | ------------------------------------------------------------------------------------------------ |
| 2021年4月7日  | ロールプレイングゲーム                            | デジタル・ダウンロード  | -                     | そらる、まふまふ、うらたぬき、となりの坂田。                                                                          | そらる、まふまふ、うらたぬき、となりの坂田。からなるユニット「そらまふうらさか」のオリジナル楽曲 |
| 2021年4月7日  | エフピーエス                                      | デジタル・ダウンロード  | -                     | そらる、まふまふ、うらたぬき、となりの坂田。                                                                          | そらる、まふまふ、うらたぬき、となりの坂田。からなるユニット「そらまふうらさか」のオリジナル楽曲 |
| 2021年4月7日  | 必殺のコマンド                                    | デジタル・ダウンロード  | -                     | そらる、まふまふ、うらたぬき、となりの坂田。                                                                          | そらる、まふまふ、うらたぬき、となりの坂田。からなるユニット「そらまふうらさか」のオリジナル楽曲 |
| 2021年4月7日  | 能力引継ぎで乙女ゲーの世界に転生した件についてwww | デジタル・ダウンロード  | -                     | そらる、まふまふ、うらたぬき、となりの坂田。                                                                          | そらる、まふまふ、うらたぬき、となりの坂田。からなるユニット「そらまふうらさか」のオリジナル楽曲 |
| 2021年7月28日 | ワールドドミネイション                            | デジタル・ダウンロード  | -                     | 天月-あまつき-、あほの坂田。、あらき、Eve、un:c、うらたぬき 佐香智久、志麻、センラ、Sou、そらる、nqrse、まふまふ、luz | 『ひきこもりたちでもフェスがしたい！〜世界征服I＠メットライフドーム〜』テーマソング              |
| 2021年10月5日 | タクト                                            | デジタル・ダウンロード  | -                     | gaku、まふまふ | テレビアニメ『takt op.Destiny』オープニングテーマ                                                |
| 2022年4月27日 | タクト                                            | 初回限定盤              | SNCL-00056 SNCL-00057 | gaku、まふまふ | テレビアニメ『takt op.Destiny』オープニングテーマ                                                |
| 2022年4月27日 | タクト                                            | 通常盤                  | SNCL-00058            | gaku、まふまふ | テレビアニメ『takt op.Destiny』オープニングテーマ                                                |
| 2022年5月18日 | ビビっとラブ                                      | CHiCO with HoneyWorks盤 | SMCL-766              | CHiCO、まふまふ | テレビアニメ『理系が恋に落ちたので証明してみた。r=1-sinθ』エンディングテーマ                     |
| 2022年5月18日 | ビビっとラブ                                      | アニメ盤                | SMCL-767              | CHiCO、まふまふ | テレビアニメ『理系が恋に落ちたので証明してみた。r=1-sinθ』エンディングテーマ                     |
| 2023年2月22日 | クロックワークス                                  | デジタル・ダウンロード  |                       | syudou、まふまふ | スマートフォン / PCゲーム「BLUE REFLECTION SUN/燦」タイアップ楽曲                                |
| 2023年4月19日 | ジオラマ                                          | デジタル・ダウンロード  |                       | nqrse×まふまふ |                                                                                                  |

#### アルバム
| 発売日         | タイトル                             | 規格                       | 規格品番           | 参加曲                                                | 歌唱            | 備考                                                              |
| -------------- | ------------------------------------ | -------------------------- | ------------------ | ----------------------------------------------------- | --------------- | ----------------------------------------------------------------- |
| 2012年10月24日 | 新選組 沖田総司編 〜幕末BAND〜       | CD                         | FFCO-0070          | 『瞼の裏』、『花よ、水よ』、『誓-Samurai Departure-』 | まふまふ        | 『誓-Samurai Departure-』のみデュエット、天月-あまつき-＆まふまふ |
| 2017年2月22日  | 何度だって、好き。〜告白実行委員会〜 | CD・デジタル・ダウンロード | SMCL-469           | 好きと好きの方程式                                    | まふまふ        |                                                                   |
| 2022年10月26日 | ｉは自由で、縛れない。               | CD・デジタル・ダウンロード | SMCL-790～SMCL-798 | ビビっとラブ                                          | CHiCO、まふまふ |                                                                   |

#### コンピレーション・アルバム
出典：
| 発売日          | タイトル                                          | レーベル                                                | 規格                   | 規格品番           | 参加曲                         | 歌唱                                                              | 備考                                                                        |
| --------------- | ------------------------------------------------- | ------------------------------------------------------- | ---------------------- | ------------------ | ------------------------------ | ----------------------------------------------------------------- | --------------------------------------------------------------------------- |
| 2012年 11月28日 | VOCAROCK collection 4 feat. 初音ミク              | FARM RECORDS                                            | CD                     | FARM-0292          | 夕暮れ蝉日記                   | IA                                                                | 作詞曲を担当                                                                |
| 2013年 2月20日  | EXIT TUNES PRESENTS Vocalosensation feat.初音ミク | EXIT TUNES                                              | CD                     | QWCE-00261         | 仇返しシンドローム             | IA                                                                | 作曲を担当                                                                  |
| 2013年 12月25日 | VOCAROCK collection 5 feat. 初音ミク              | FARM RECORDS                                            | CD                     | FARM-0353          | 夢花火                         | IA                                                                | 作詞曲を担当                                                                |
| 2014年 1月6日   | EXISTENCE                                         | KLAFT                                                   | CD                     | -                  | 無神論者の慟哭                 | 鏡音レン                                                          | 作詞曲を担当                                                                |
| 2014年 4月23日  | ニコニコワンダーランド VOL.2                      | due                                                     | CD                     | DGSA-10098         | アンダースイートアンブレラ     | まふまふ                                                          |                                                                             |
| 2015年 9月11日  | earnest.zero                                      | KnickKnack Record                                       | CD                     | KNCK-0001          | キッチンはマイステージ         | まふまふ                                                          | スタジオディーン40周年記念作品 アニメソングカバーコンピレーション・アルバム |
| 2015年 12月31日 | ファンタズムヒーロー                              | ぷす                                                    | CD                     | -                  | ナツノカゼ御来光(ver.Phantasm) | まふまふ                                                          |                                                                             |
| 2016年 2月3日   | EXIT TUNES PRESENTS VOLTAGE+                      | EXIT TUNES                                              | CD                     | QWCE-00560         | 命のユースティティア           | まふまふ                                                          |                                                                             |
| 2016年 2月3日   | EXIT TUNES PRESENTS VOLTAGE+                      | EXIT TUNES                                              | CD                     | QWCE-00560         | チョコレイトと秘密のレシピ     | まふまふ                                                          |                                                                             |
| 2019年 3月13日  | Connected to Disney                               | ウォルト・ディズニー・レコード ユニバーサルミュージック | 通常盤限定盤           | UWCD-1021UWCD-9004 | 星に願いを                     | まふまふ                                                          | アレンジトリビュート・アルバム まふまふはプロデューサーも担当               |
| 2019年 3月13日  | Connected to Disney                               | ウォルト・ディズニー・レコード ユニバーサルミュージック | 通常盤限定盤           | UWCD-1021UWCD-9004 | ホール・ニュー・ワールド       | まふまふ                                                          | アレンジトリビュート・アルバム まふまふはプロデューサーも担当               |
| 2019年 3月13日  | Connected to Disney                               | ウォルト・ディズニー・レコード ユニバーサルミュージック | 通常盤限定盤           | UWCD-1021UWCD-9004 | 美女と野獣                     | まふまふ、天月-あまつき-、96猫 そらる、うらたぬき、となりの坂田。 | アレンジトリビュート・アルバム まふまふはプロデューサーも担当               |
| 2022年 1月19日  | IA SUPER BEST                                     | 1st PLACE                                               | 初回盤                 | IPCD-3001          | マチガイサガシ                 | IA                                                                | IA10周年記念で制作されたベスト・アルバム 参加楽曲の作詞曲を担当             |
| 2022年 1月19日  | IA SUPER BEST                                     | 1st PLACE                                               | THE CREATORS盤         | IPCD-3003          | マチガイサガシ                 | IA                                                                | IA10周年記念で制作されたベスト・アルバム 参加楽曲の作詞曲を担当             |
| 2022年 1月19日  | IA SUPER BEST                                     | 1st PLACE                                               | デジタル・ダウンロード | ANTCD-40711        | マチガイサガシ                 | IA                                                                | IA10周年記念で制作されたベスト・アルバム 参加楽曲の作詞曲を担当             |

### 未配信のオリジナルソング
| 投稿日         | タイトル   | ミュージック・ビデオ       |
| -------------- | ---------- | -------------------------- |
| 2022年1月6日   | 人狼ゲーム | 【MV】人狼ゲーム - YouTube |
| 2022年10月15日 | 失楽園     | 映像 - YouTube             |
| 2022年11月8日  | 青春切符   | 映像 - YouTube             |

### スコア
- 『ピアノ・ソロ まふまふ / 明日色ワールドエンド』（2018年2月17日発売）ISBN 978-4-285-14777-3

### 映像作品

#### DVD
- ひきこもりでも旅がしたい! 〜大自然に放り出された僕ら・軽井沢編〜（2016年8月14日）ASIN B0722YKRBB
- ひきこもりでも旅がしたい! vol.2 〜タイムスリップ・年甲斐もなく高校生に戻った僕ら〜（2017年3月31日）ASIN B072PZQW1D
- ひきこもりでも旅がしたい! vol.3 〜雨ニモ負ケテ風ニモ負ケテ・南の島沖縄編〜（2017年10月14日）ASIN B076GWDXK7
- ひきこもりでも旅がしたい! vol.4 〜タイムスリップ!江戸時代に戻って新撰組になったり忍者になったり〜（2018年6月14日）ASIN B07DQHD4HM
- ひきこもりでも旅がしたい! vol.5 〜ひきこもりよ、世界へ羽ばたけ！常夏の島・ハワイ旅行編〜（2019年3月28日）ASIN B07PJC523J
- ひきこもりでも旅がしたい! vol.6 〜家から飛び出せ、ひきこもり小隊!! 真夏のサバゲーキャンプ編〜（2019年12月20日）ASIN B082XQFNC8
- ひきこもりでも旅がしたい! 〜そらまふの夏休み(冬)〜（2021年12月11日）ASIN B09MCR4HXM

#### Blu-ray
| 発売日         | タイトル                                                                           | 規格品番 | 会場               |
| -------------- | ---------------------------------------------------------------------------------- | -------- | ------------------ |
| 2020年10月14日 | ひきこもりでもLIVEがしたい! 〜すーぱーまふまふわーるど2019@メットライフドーム〜    | AZXS1031 | メットライフドーム |
| 2022年12月24日 | ひきこもりでもLIVEがしたい! 〜すーぱーまふまふわーるど2022@東京ドーム〜『表/裏』〜 |          | 東京ドーム         |

### 楽曲提供
出典：

#### CD
2013年
- 『Add color!』(4月29日発売) ひななた・蒼姫ラピスのアルバム。「透明パレット」を提供。
- 『Fishinger』(MOVE ON Entertainment、4月29日発売) 赤ティンのアルバム。「雲心月性」を提供。

2014年
- 『Hello,World!』(キングレコード、7月16日発売、KICS-93077) 天月-あまつき-のアルバム。「僕らのセカイ系戦争」を提供。
- 『ハコヅメクローバー』(8月17日発売) うらたぬきのアルバム。「泣き虫ファンタジー」を提供。
- 『君と歩んだ坂道』(12月30日発売) あほの坂田。のアルバム。「ショパンと氷の白鍵」を提供。

2015年
- 『ブームインダストリー』(EXIT TUNES、3月18日発売、QWCE-446) 灯油のアルバム。「井戸端ゴシップ」の編曲を担当。
- 『夕溜まりのしおり』(Subcul-rise Record、4月22日発売、SCGA-00020) そらるのアルバム。｢ドレッドノート｣「天罰」を提供。
- 『僕の青春日記〜この気持ちに気づくまで〜』(4月26日発売) うらたぬきのアルバム。「ハートの後味」を提供。
- 『re:stArT』(4月30日発売) 赤ティンのアルバム。「廃都に響く銃声の在り処」を提供。
- 『幾千万ラヴレターズ』(4月30日発売) un:cのアルバム。「君のストーリー」の編曲を担当。
- 『うらさか日和。』(8月16日発売) うらたぬき・あほの坂田。のアルバム。「コンティニュー」を提供。
- 『SEKIHAN〜許諾出たベスト〜』(ソニーミュージック、9月16日発売、SRCL-8857) 赤飯のアルバム。「屋根裏のベイシー」の作曲を担当。
- 『Labyrinth』(EXIT TUNES、10月7日発売、QWCE-00501) luzのアルバム。「ロスティナメイズ」を提供。
- 『天手古舞』(A-Sketch、11月7日発売) みみめめMIMIのシングル。みみめめMIMI featuring まふまふ名義で「相対性レプリカ」の作曲、ユカと共に作詞も担当。
- 『水奏レグルス』(EXIT TUNES、12月2日発売、QWCE-00525) Souのアルバム。「あやとり」を提供。
- 『おひとりシェアハウス』(12月31日発売) 灯油のアルバム。「ディスコネクトスモーク」を提供。

2016年
- 『EXIT TUNES PRESENTS VOLTAGE+』（EXIT TUNES、2月3日発売、QWCE-00560）コンピレーション・アルバム。トコノコαへ「戯曲とデフォルメ都市」を提供。
- 『CRUISE TICKET』(ビクターエンタテインメント、3月23日発売、VIZL-942) 浦島坂田船のアルバム。「シアワセは台本の外から」を提供。
- 『ビー玉の中の宇宙』(7月19日発売) そらるのアルバム。「プルート」を提供。
- 『箱庭ドラマチック』(キングレコード、7月27日発売、KICS-93374) 天月-あまつき-のアルバム。「ミカヅキリサイズ」「愛鍵」を提供。
- 『NEGATIVE』(EXIT TUNES、12月31日発売) nqrseのアルバム。「パラサイト」の作曲・編曲、nqrseと共に作詞も担当。自身も歌唱に参加。

2017年
- 『SHOW MUST GO ON!!』(NBCUniversal、4月26日発売、GNCA-0493) Fourpe(cv.浦島坂田船)のシングル。「花鳥風月」の作詞曲を担当。
- 『Reflexión』(EXIT TUNES、6月28日発売、QWCE-80003) luzのアルバム。「REFLEXIÓN」の作詞曲を担当。岸利至と共に編曲も担当。
- 『凛』(ポニーキャニオン、8月30日発売、PCCA-04557) 工藤静香のアルバム。「禁忌と月明かり」の作詞曲を担当。三矢禅晃と共に編曲も担当。

2018年
- 『君色々移り』(テイチクエンタテインメント、6月13日発売、TECI-620) 風男塾のシングル。「君色々移り」の作詞曲を担当。
- 『それはきっと恋でした。』(キングレコード、6月27日発売、KICS-93731) 天月-あまつき-のアルバム。「ヒロイックシンドローム」の作詞曲を担当。
- 『V-enus』(NBCUniversal、7月4日発売、GNCL-1300) 浦島坂田船のアルバム。「年に一夜の恋模様」の作詞曲を担当。
- 『輝夜に願いを』(FORZA RECORDS、10月10日発売、FORZA-010) 放課後プリンセスのシングル。「輝夜に願いを」を提供。
- 『TOY BOX』(Kiramune、11月21日発売、LACA-35767) 神谷浩史のアルバム。「BOARD GAME NAKED」の作曲を担当。

2019年
- 『キミに伝えたいこと-Message for you-』(5月3日発売) あほの坂田。のアルバム。「27ページ、書きかけの小説。」の作詞曲を担当。
- 『Friend Tree Wonderland』(BPS、6月19日発売、BPSC-1002) 小野友樹のミニアルバム。「お菓子の森と可笑しな君」の作詞を小野友樹と共に担当。
- 『$HUFFLE』(NBCUniversal、6月26日発売、GNCL-1311) 浦島坂田船のアルバム。「花吹雪」を提供。
- 『ワンダー』(NBCUniversal、7月17日発売、TYCT-69151) そらるのアルバム。「アイフェイクミー」の編曲を担当。そらると共に作詞曲も担当。
- 『New Challengers』(UUUM Records、10月9日発売、UUUM-0011) フィッシャーズのんだほ・ぺけたんのアルバム。収録曲の「何百回目のラブソング」の作詞曲・編曲を担当。After the Rain名義でそらると共にプロデュースも担当。

2020年
- 『Fab! -Music speaks.-』(J-Storm、12月16日発売、JACA-5859) Hey!Say!JUMPのアルバム。収録曲「御伽と知る世界」の作詞曲・編曲を担当。

2021年
- 『L∞VE』(NBCUniversal、7月7日発売、GNCL-1333) 浦島坂田船のアルバム。「シザーナイフ」の作詞曲・編曲を担当。
- 『悔やむと書いてミライ/携帯恋話/ジャックポットサッドガール』（BUSHIROAD MUSIC、8月4日発売、BRMM-10406）25時、ナイトコードで。のシングル。「悔やむと書いてミライ」・「携帯恋話」の作詞曲・編曲を担当。

2022年
- 『狂言』(Virgin Music、1月26日発売、TYCT-69205) Adoのアルバム。「心という名の不可解」作詞曲・編曲を担当。
- 『星霜ロマンスポット』（Chouette.Inc、10月12日発売、LGIN-1006）天月-あまつき-のアルバム。「ヘイトスピーチ (天月-あまつき- & まふまふ)」を提供。作詞曲・編曲を担当。自身も歌唱に参加。
- 『でんぱぁかしっくれこーど』（MEME TOKYO、12月14日発売、TFCC-86887～86888）でんぱ組.incのEP。「我ら令和のかえるちゃん！」を提供。

2023年
- 『Plusss』（NBCUniversal、7月12日発売、GNCL-1365）浦島坂田船のアルバム。「不可逆性シンクロニシティ」をうらたぬきに提供。

2024年
- 『桜日和とタイムマシン with 初音ミク/初夏』(Universal Music.、10月24日発売、PDCV-5081) Adoのシングル。「桜日和とタイムマシン」を提供。

#### テレビドラマ
2022年
- ドクターホワイト - 主題歌「心という名の不可解」の作詞曲・編曲を担当。

#### テレビ番組
2024年
- musicる TV - 2024年10月度オープニングテーマ「スキスキハンター♡」の作編曲を担当。

#### 映画
2019年
- 賭ケグルイ - 主題歌「アイフェイクミー」の編曲を担当。そらると共に作詞曲も担当。

#### アニメ
2016年
- 霊剣山 星屑たちの宴 - 第1期オープニングテーマ「ファーストエンド」の作詞曲を担当。
- 政宗ダテニクル - オープニングテーマ「ミカヅキリサイズ」を提供。

2017年
- ゆゆ式 - OVAのエンディングテーマ「青空のつくりかた」を提供。『OVA「ゆゆ式」キャラクターソングアルバム』で「青春エレジーと飛行機雲」を提供。
- クロックワーク・プラネット - エンディングテーマ「アンチクロックワイズ」を提供。
- アトム ザ・ビギニング - オープニングテーマ「解読不能」を提供。
- ゲーマーズ! - オープニングテーマ「GAMERS!」を提供。
- おそ松さん - 第2期オープニングテーマ「君氏危うくも近うよれ」の作曲を担当。三矢禅晃と共に編曲も担当。

2018年
- 名探偵コナン - オープニングテーマ「カウントダウン」の作曲を担当。Fümiと共に作詞も担当。
- 抱かれたい男1位に脅されています。 - オープニングテーマ「不完全モノクローグ」の編曲を担当。佐香智久と共に作曲も担当。

2019年
- ポケットモンスター - オープニングテーマ「1・2・3」の作詞曲・編曲を担当。第31話まではAfter the Rain名義でそらると共に歌唱も担当。
- ご注文はうさぎですか?? - 『ご注文はうさぎですか？？バースデイソングシリーズ09 チノ(CV.水瀬いのり)』にて「Tiny Christmas Party」の作編曲を担当。

2024年
- 怪異と乙女と神隠し - オープニングテーマ「ハザードシンボル」を提供。

#### ゲーム
2014年
- 「メイプルストーリー」 - 「メイプルストーリー」と初音ミクのタイアップ曲。「モノクロと勇者の遺伝子」を提供。
- 「CROSS×BEATS」 - 「大殺界がらくたシンパシー」「ロマンシングゲーム (まふ×ティン名義)」を提供。

2016年
- 「＃コンパス 戦闘摂理解析システム」 - ジャンヌ・ダルクのテーマソング「マチガイサガシ」を提供。

2018年
- 「あんさんぶるスターズ!」 - アルバムシリーズ第5弾『UNDEAD』収録曲「Valentine Eve's Nightmare」の作曲を担当。三矢禅晃と共に編曲も担当。

2021年
- 「プロジェクトセカイ カラフルステージ! feat. 初音ミク」- 25時、ナイトコードで。に「悔やむと書いてミライ」「携帯恋話」を提供。

2023年
- 「ワールドダイスター 夢のステラリウム」- 心という名の不可解を提供。

2024年
- 「パワフルプロ野球2024-2025」- 一部楽曲にてギターを担当。
- 「あんさんぶるスターズ!」- 『Special for Princess!(エスプリ)』の「スキスキハンター♡」の作編曲を担当。

#### その他
- 歌い手グループ「XYZ」
  - ライブツアー「XYZ TOUR 2016 -SUMMER-」 - テーマソング「Secret Answer」を提供。自身も歌唱に参加。
  - ライブツアー「XYZ TOUR 2018 -DJ Style-」 - テーマソング「CocktaiL」の作詞曲を担当。自身も歌唱に参加。
  - ライブツアー「XYZ TOUR 2019 -SUMMER- 」 - テーマソング「Finale」の作詞曲を担当。自身も歌唱に参加。
- キヨ×レトルト
  - 「全く身にならない日々」を提供。
  - 「全く身にならないキセキ」を提供
- アズマリム - 「人類みなセンパイ!」の作編曲を田中秀和と共に担当。
- 不破湊 - 「ラストソング」を提供。
- LazuLight - 「Diamond City Lights」の作曲を担当。
- Neo-Porte - 「Streaming Now」の作詞曲・編曲を担当。自身も歌唱に参加。
- クレノア - 「四つ色星のクロニクル」を提供。
- いれいす -  いれいす One Man Live in 日本武道館 「Irregular Dice」のテーマソング「星降るフェアリーテイル」を提供。作詞曲・編曲を担当。
- 江頭2:50 -『P江頭2:50Ⅱ』テーマソング「E!G!A!エヴォリューション」の作編曲を担当。
- そらねこ - 「僕の嫌いな私の話」 の編曲を担当。そらねこと共に作曲も担当。

### カバー
- 『ブームインダストリー』(EXIT TUNES、2015年3月18日発売、QWCE-446)
  - 灯油のアルバム。「戯曲とデフォルメ都市」を提供。
- 『Fishinger』(MOVE ON Entertainment、2013年4月27日発売)
  - 赤ティンのアルバム。「雲心月性」を収録。
- 『Add color!』(moshi moshi、2013年4月29日発売)
  - ひななた＆蒼姫ラピスのアルバム。「透明パレット」を収録。
- 『銀色夜奏』(un:c、2013年8月12日発売)
  - un:cのカバーアルバム。「仇返しシンドローム」を提供。
- 『僕の青春日記〜この気持ちに気づくまで〜』(Flying DOG、2014年7月16日発売)
  - うらたぬきの学園物ボイスドラマCD。「ハートの後味」を収録。
- 『ハコヅメクローバー』(うらたぬき、2014年8月17日発売)
  - うらたぬきのアルバム。「夢花火」を収録。
- 『EXIT TUNES PRESENTS FUN CLUB / V.A』(EXIT TUNES、2015年8月19日発売、QWCE-00494)
  - 「戯曲とデフォルメ都市」を提供。歌い手はみやかわくん。
- 『幾千万ラヴレターズ』(un:c、2015年4月30日発売)
  - un:cのアルバム。「戯曲とデフォルメ都市」を提供。
- 『水奏レグルス』(EXIT TUNES、2015年12月2日発売、QWCE-00525)
  - Souのアルバム。「ショパンと氷の白鍵」を収録。
- 『天声絶唱 REFERENCE 〜BEST OF 歌ってみた〜』(U/M/M/A、2015年12月23日発売、UMA-1074)
  - 「歌ってみた」のコンピレーション・アルバム。「ハートの後味」を収録。歌い手は天月-あまつき-。
- 『EXIT TUNES PRESENTS VOLTAGE+』(EXIT TUNES、2016年2月3日発売、QWCE-00560)
  - 「高音系」歌い手の熱い歌唱を集めた最も熱いコンピレーション・アルバム。「戯曲とデフォルメ都市」を収録。歌い手はトコトコα。
- 『non defective』（センラ、2016年4月30日発売）
  - センラのアルバム。「鏡花水月」を提供。
- 『あおのかぜ』(EXIT TUNES、2016年7月20日発売、QWCE-00592)
  - kainのアルバム。「すーぱーぬこわーるど feat. Sou」、「夢花火」を収録。
- 『Stand by Me!』(EXIT TUNES、2016年11月2日発売、QWCE-602)
  - しゃけみー&スタンガンのアルバム。「桜花ニ月夜ト袖シグレ」を提供。
- 『ローグメモリー』(MAD=KAN、2016年12月21日発売)
  - 窓付き@&かんせるのアルバム。「すーぱーぬこわーるど」を提供。
- 『Boost!』(EXIT TUNES、2017年7月5日発売、QWCE-639)
  - 「罰ゲーム」を提供。歌い手はりする。
- 『空想センチメンタル』(しゅーあいす、2017年8月11日発売)
  - しゅーず&あいすのアルバム。「落書きの隠しかた feat. あいす」を提供。
- 『夢見がちなクリームパッフル』(ゆいこんぬ、2017年8月11日発売)
  - ゆいこんぬのアルバム。「すーぱーぬこになりたい -nayuta&ゆいこんぬ-」「ねこがまるくなった」「夢のまた夢」を提供。
- 『セカンドハート』(NBCUniversal、2018年3月21日発売、UICZ-4421)
  - 灯油のアルバム。「罰ゲーム」を提供。
- 『unique』(あげゆき、2018年8月10日発売)
  - あげいん&雪見のアルバム。「ベルセルク」を提供。
- 『Inseparable』(Kono Records、2019年1月23日発売、QZCT-1006)
  - この子のアルバム。「ハローディストピア」を提供。
- 『Graffiti』(mono palette、2019年9月11日発売)
  - mono palette.のミニアルバム。「Nectar」「かまってちょーだい」を提供。
- 『D4DJ Groovy Mix カバートラックス vol.5』（Peaky P-key、2022年7月20日発売、BRMM-10543）
  - ブシロードのメディアミックスプロジェクト「D4DJ」のアルバム。「アンチクロックワイズ」を提供。

## タイアップ
| 楽曲                     | タイアップ                                                                   | 時期   |
| ------------------------ | ---------------------------------------------------------------------------- | ------ |
| エフピーエス             | スマホアプリ『荒野行動』1周年記念コラボソング                                | 2018年 |
| リライトザサーガ         | スマホアプリ『オルタンシア・サーガ -蒼の騎士団-』テーマソング                | 2019年 |
| 拝啓、桜舞い散るこの日に | Webサイト『少年ジャンマガ学園』テーマソング                                  | 2019年 |
| サクリファイス           | テレビアニメ『かつて神だった獣たちへ』オープニングテーマ                     | 2019年 |
| ジグソーパズル           | MBS/TBS ドラマイズム『スカム』オープニングテーマ                             | 2019年 |
| それは恋の終わり         | 日本テレビ 『スッキリ』10月度エンディングテーマ                              | 2019年 |
| それを愛と呼ぶだけ       | NTTドコモ 学割キャンペーンWeb動画『カンナとミナミの卒業』                    | 2020年 |
| アルターエゴ             | スマホアプリ「IdentityV 第五人格」2周年アニバーサリーソング                  | 2020年 |
| 最終宣告                 | 専門学校HAL CMソング                                                         | 2020年 |
| 夜想と白昼夢             | テレビアニメ『オルタンシア・サーガ』エンディングテーマ                       | 2021年 |
| ユウレイ                 | 日本テレビ系 新春スペシャルドラマ『アプリで恋する20の条件』主題歌            | 2021年 |
| 片恋                     | NTTドコモ ドコモのロング学割 タイアップソング                                | 2021年 |
| タクト                   | テレビアニメ『takt op.Destiny』オープニングテーマ                            | 2021年 |
| 栞                       | 映画『君が落とした青空』主題歌                                               | 2022年 |
| 二千五百万分の一         | テレビアニメ『リーマンズクラブ』エンディングテーマ                           | 2022年 |
| ビビっとラブ             | テレビアニメ『理系が恋に落ちたので証明してみた。r=1-sinθ』エンディングテーマ | 2022年 |
| 失楽園                   | フィギュアプロジェクト『プラントピア』オリジナルアニメ主題歌                 | 2022年 |
| 青春切符                 | テレビアニメ『クールドジ男子』オープニングテーマ                             | 2022年 |
| クロックワークス         | スマートフォン / PCゲーム「BLUE REFLECTION SUN/燦」タイアップ楽曲            | 2023年 |
| 心恋花火                 | Amazonプライム・ビデオ CMソング                                              | 2024年 |
| オーダーメイド           | テレビアニメ『株式会社マジルミエ』オープニングテーマ                         | 2024年 |

## ライブ・イベント

### 単独公演
| 年     | 日程             | タイトル                                                                                           | 会場 | 備考                                                                   |
| ------ | ---------------- | -------------------------------------------------------------------------------------------------- | --- | ---------------------------------------------------------------------- |
| 2017年 | 1月15日 - 2月5日 | ひきこもりでもLIVEがしたい！                                                                       | 1月15日 - 東京都 Zepp DiverCity TOKYO 1月22日 - 大阪府 Zepp Namba 1月28日 - 愛知県 Zepp Nagoya 2月5日 - 千葉県 幕張イベントホール |                                                                        |
| 2019年 | 6月22日          | ひきこもりでもLIVEがしたい！ 〜すーぱーまふまふわーるど2019＠メットライフドーム〜                  | 埼玉県 メットライフドーム |                                                                        |
| 2020年 | 3月25日          | ひきこもりでもLIVEがしたい！ 〜すーぱーまふまふわーるど2020＠東京ドーム〜                          | 東京都 東京ドーム | 新型コロナウイルス感染症の感染拡大を受けて開催自粛。その後中止が発表。 |
| 2021年 | 5月5日           | ひきこもりでもLIVEがしたい！ 〜すーぱーまふまふわーるど2021＠東京ドーム〜ONLINE                    | 東京都 東京ドーム | 無観客で開催され、東京ドームで史上初となる全編無料の配信ライブ         |
| 2022年 | 6月11日 - 12日   | ひきこもりでもLIVEがしたい！〜すーぱーまふまふわーるど2022＠東京ドーム〜「表/裏」supported by povo | 東京都 東京ドーム |                                                                        |
| 2024年 | 8月24日          | ひきこもりでもライブがしたい！～すーぱーまふまふわーるど2024@YouTube Music Weekend 8.0～           | YouTube(配信) | 「YouTube Music Weekend 8.0」のために撮り下ろしたスタジオライブ        |
| 2025年 | 1月11日-12日     | 続・ひきこもりでもLIVEがしたい！～すーぱーまふまふわーるど2025@日本武道館～「輪廻」                | 東京都 日本武道館 | まふまふ個人としては初の日本武道館公演。                               |

### 主催公演
| 年     | 日程              | タイトル                                                             | 会場                                       | 備考 |
| ------ | ----------------- | -------------------------------------------------------------------- | ------------------------------------------ | --- |
| 2017年 | 5月7日            | ひきこもりたちでもフェスがしたい!                                    | 埼玉県 さいたまスーパーアリーナ            | 出演：まふまふ、そらる、うらたぬき、あほの坂田、天月、luz、志麻、センラ、un:c、あらき、nqrse、kradness                                                                                                  |
| 2018年 | 3月20日 - 3月21日 | ひきこもりでもLIVEがしたい！ 〜明日色ワールドエンド発売記念公演〜    | 千葉県 幕張メッセ国際展示場9・10・11ホール | 出演：まふまふほか |
| 2018年 | 11月3日           | ひきこもりたちでもフェスがしたい！ 〜世界征服前夜@幕張メッセ〜       | 千葉県 幕張メッセ国際展示場9・10・11ホール | [1日目] 出演：まふまふ、天月-あまつき-、あらき、un:c、佐香智久、そらる、nqrse、luz |
| 2018年 | 11月4日           | ひきこもりたちでもフェスがしたい！ 〜世界征服前夜@幕張メッセ〜       | 千葉県 幕張メッセ国際展示場9・10・11ホール | [2日目] 出演：まふまふ、天月-あまつき-、うらたぬき、佐香智久、志麻、センラ、そらる、となりの坂田。 |
| 2019年 | 6月23日           | ひきこもりたちでもフェスがしたい！ 〜世界征服I＠メットライフドーム〜 | 埼玉県 メットライフドーム                  | 出演：まふまふ、そらる、天月-あまつき-、佐香智久、うらたぬき、志麻、となりの坂田。、センラ、nqrse、あらき、un:c、luz、Eve、Sou                                                                          |
| 2020年 | 3月26日           | ひきこもりたちでもフェスがしたい！〜世界征服II＠東京ドーム〜         | 東京都 東京ドーム                          | 出演：まふまふ、そらる、うらたぬき、志麻、となりの坂田。、センラ、天月-あまつき-、佐香智久、luz、nqrse、あらき、un:c、めいちゃん 新型コロナウイルス感染症の感染拡大を受けて開催自粛。その後中止が発表。 |
| 2021年 | 8月1日            | ひきこもりたちでもフェスがしたい！ 〜世界征服II＠東京ドーム〜ONLINE  | 東京都 東京ドーム (無観客開催)             | 出演：まふまふ、そらる、うらたぬき、志麻、となりの坂田。、センラ、天月-あまつき-、佐香智久、luz、あらき、un:c、めいちゃん                                                                               |

### 共同主催公演
そらまふうらさか実行委員会
| 年     | 日程              | タイトル                                           | 会場                                                                  | 備考                                           |
| ------ | ----------------- | -------------------------------------------------- | --------------------------------------------------------------------- | ---------------------------------------------- |
| 2018年 | 12月31日          | そらまふうらさかのふゆやすみ！～年越し忘年会～     | 東京都 TOKYO DOME CITY HALL                                           | 出演：そらる、まふまふ、うらたぬき、あほの坂田 |
| 2019年 | 1月20日           | そらまふうらさかのふゆやすみ！～明けまして新年会～ | 神奈川県 横浜アリーナ                                                 | 出演：そらる、まふまふ、うらたぬき、あほの坂田 |
| 2019年 | 12月20日-12月25日 | そらまふうらさかのふゆやすみ！〜クリスマス会〜     | 12月20日 - 神奈川県 横浜アリーナ 12月24日、25日 - 大阪府 大阪城ホール | 出演：そらる、まふまふ、うらたぬき、あほの坂田 |
| 2020年 | 1月7日-8日        | そらまふうらさかのふゆやすみ！〜新年会〜           | 東京都 国立代々木競技場 第一体育館                                    | 出演：そらる、まふまふ、うらたぬき、あほの坂田 |
| 2024年 | 1月5日-6日        | 復活のそらまふうらさか！～新年会～                 | 東京都 有明アリーナ                                                   | 出演：そらる、まふまふ、うらたぬき、あほの坂田 |
| 2024年 | 2月17日-18日      | 復活のそらまふうらさか！～バレンタイン～           | 神奈川県 Kアリーナ横浜                                                | 出演：そらる、まふまふ、うらたぬき、あほの坂田 |

### 参加公演
2012年
- 08月29日　EXIT TUNES ACADEMY@0829 Zepp Fukuoka　福岡市 Zepp Fukuoka
- 12月16日　EXIT TUNES ACADEMY@1216 Zepp DiverCity 〜イケメンボイスパラダイス5 Release Party〜　東京都 Zepp DiverCity
- 12月31日　EXIT TUNES ACADEMY@1231 Namba Hatch OSAKA 2013 COUNT DOWN SPECIAL　大阪府 なんばHatch

2013年
- 01月19日　EXIT TUNES ACADEMY＠0119 Zepp Nagoya　名古屋 Zepp Nagoya
- 01月27日　EXIT TUNES ACADEMY@0127 Zepp Tokyo　東京都 Zepp Tokyo
- 02月17日　EXIT TUNES ACADEMY@0217 Zepp Tokyo　東京都 Zepp Tokyo
- 03月10日　EXIT TUNES ACADEMY@0310 Zepp Sapporo　札幌市 Zepp Sapporo
- 10月22日　@smile-link-party Re:　東京都 TOKYO DOME CITY HALL

2014年
- 03月23日　スクールライブ 〜市立櫻木高校奮闘記！〜　大阪府 なんばHatch
- 08月03日　EXIT TUNES ACADEMY FINAL SPECIAL 2014　埼玉県 さいたまスーパーアリーナ
- 08月23日　EXIT TUNES ACADEMY FINAL SPECIAL 2014　北海道 Zepp Sapporo
- 08月27日　EXIT TUNES ACADEMY FINAL SPECIAL 2014　愛知県 Zepp Nagoya
- 08月29日　EXIT TUNES ACADEMY FINAL SPECIAL 2014　大阪 Zepp Namba
- 08月31日　EXIT TUNES ACADEMY FINAL SPECIAL 2014　福岡市 Zepp Fukuoka

2015年
- 02月28日　Tokyo MUSIC COLLECTION　東京都 豊洲PIT
- 05月06日　Tokyo MUSIC COLLECTION in Zepp Tokyo　東京都 Zepp Tokyo
- 07月29日　Stars on Planet 2015　福岡県 福岡サンパレス
- 08月01日　Stars on Planet 2015　兵庫県 神戸文化ホール 大ホール
- 08月09日　XYZ TOUR 2015 -SUMMER-　愛知県 Zepp Nagoya
- 08月21日　XYZ TOUR 2015 -SUMMER-　大阪府 なんばHatch
- 08月23日　XYZ TOUR 2015 -SUMMER-　福岡市 Zepp Fukuoka

2016年
- 05月22日　EXIT TUNES ACADEMY HALL TOUR 2016　静岡県 静岡市民文化会館 大ホール
- 08月06日　XYZ TOUR 2016 -SUMMER-　愛知県 Zepp Nagoya
- 08月07日　XYZ TOUR 2016 -SUMMER-　大阪府 Zepp Namba
- 08月27日　XYZ TOUR 2016 -SUMMER-　東京都 Zepp Tokyo
- 09月10日　XYZ TOUR 2016 -SUMMER-　北海道 Zepp Sapporo

2017年
- 03月25日　XYZ TOUR 2017 -DJ Style-　東京都 Zepp DiverCity
- 09月17日　XYZ TOUR 2017 -SUMMER-　愛知県 Zepp Nagoya
- 09月18日　XYZ TOUR 2017 -SUMMER-　大阪府 Zepp Osaka Bayside

2018年
- 02月03日　NBCUniversal ANIME×MUSIC FESTIVAL　埼玉県 さいたまスーパーアリーナ
- 02月14日　XYZ TOUR 2018 -Valentine's Night Ladies Only-　東京都 TSUTAYA O-EAST
- 09月01日　XYZ TOUR 2018 -SUMMER‐　大阪府 Zepp Osaka Bayside

2019年
- 09月20日　XYZ TOUR 2019 -SUMMER‐　大阪府 Zepp Osaka Bayside
- 09月21日　XYZ TOUR 2019 -SUMMER‐　大阪府 Zepp Osaka Bayside
- 09月28日　オールナイトニッポン0（ZERO）presents XYZ TOUR 2019 -YOKOHAMA ARENA　神奈川県 横浜アリーナ

## 出演

### CM
- NTTドコモ「ドコモのロング学割」（2021年3月2日、美術の先生役）[70]

### ドラマ
- 日本テレビ ｢アプリで恋する20の条件｣ (2021年1月10日、カフェの店員役）[89]

### テレビ番組
- NHK特番｢ひきこもりからドームへ ネット時代の先駆者・まふまふ｣（2019年10月19日、NHK）[90]
- 夜行音楽スペシャル「まふまふ」（2021年12月3日、NHK）[91]
- 第72回NHK紅白歌合戦（2021年12月31日、NHK）
- 関ジャム 完全燃SHOW（2022年2月20日、テレビ朝日）[92]
- 夜光音楽スペシャル「ボカロフェス2022」（2022年5月5日、NHK）[93]
- 沼にハマってきいてみた「ポケモン沼」（2023年7月15日、NHK)

### ラジオ番組
- オールナイトニッポン「Adoのオールナイトニッポン」(2023年12月12日、radiko) [94]

#### 紅白歌合戦出場歴
| 年度               | 放送回 | 回 | 曲目               | 備考 |
| ------------------ | ------ | -- | ------------------ | ---- |
| 2021年 （令和3年） | 第72回 | 初 | 命に嫌われている。 |      |

### インターネットテレビ
- わけありベジー (2018年1月27日 - 、AbemaTV ウルトラゲームス)[注釈 5]
- ひきこもりでも〇〇したい！(2018年12月19日 - 、Yahoo! JAPAN)[96]

### DVD
- ひきこもりでも旅がしたい! 〜大自然に放り出された僕ら・軽井沢編〜（2016年8月14日、班長役）
- ひきこもりでも旅がしたい! vol.2 〜タイムスリップ・年甲斐もなく高校生に戻った僕ら〜（2017年3月31日、生徒会長役）
- ひきこもりでも旅がしたい! vol.3 〜雨ニモ負ケテ風ニモ負ケテ・南の島沖縄編〜（2017年10月14日、班長役）
- ひきこもりでも旅がしたい! vol.4 〜タイムスリップ!江戸時代に戻って新撰組になったり忍者になったり〜（2018年6月14日、班長役）
- ひきこもりでも旅がしたい! vol.5 〜ひきこもりよ、世界へ羽ばたけ！常夏の島・ハワイ旅行編〜（2019年3月28日、班長役）
- ひきこもりでも旅がしたい! vol.6 〜家から飛び出せ、ひきこもり小隊!! 真夏のサバゲーキャンプ編〜（2019年12月20日、班長役）
- ひきこもりでも旅がしたい! 〜そらまふの夏休み(冬)〜（2021年12月11日）

### 雑誌
- 歌ってみたの本の5冊目を作ってみた (2011年12月2日、ENTERBRAIN) ISBN 978-4-04-727745-8
- 2.5 Song MATE 2012年1月号 (2011年12月16日、フールズメイト)
- 歌ってみたの本の6冊目を作ってみた (2012年3月16日、ENTERBRAIN) ISBN 978-4-04-727970-4
- 2.5 Song MATE 2012年5月号 (2012年4月16日、フールズメイト)
- 2.5 SONG MATE 2012年7月号 (2012年6月16日、フールズメイト)
- 事務員さん家のもてなし晩ごはん（2016年8月14日、事務員G）
- CUT 2019年10月号（2019年9月19日、rockin'on group）
- CUT 2021年8月号 (2021年7月19日、rockin'on group)[97]

## 書籍
- 『永眠童話 -空想世界とオモチャの心臓-』(原案：まふまふ、著：木本雅彦、KADOKAWA、2015年4月30日発売) ISBN 9784047303775